# Lieserhofen

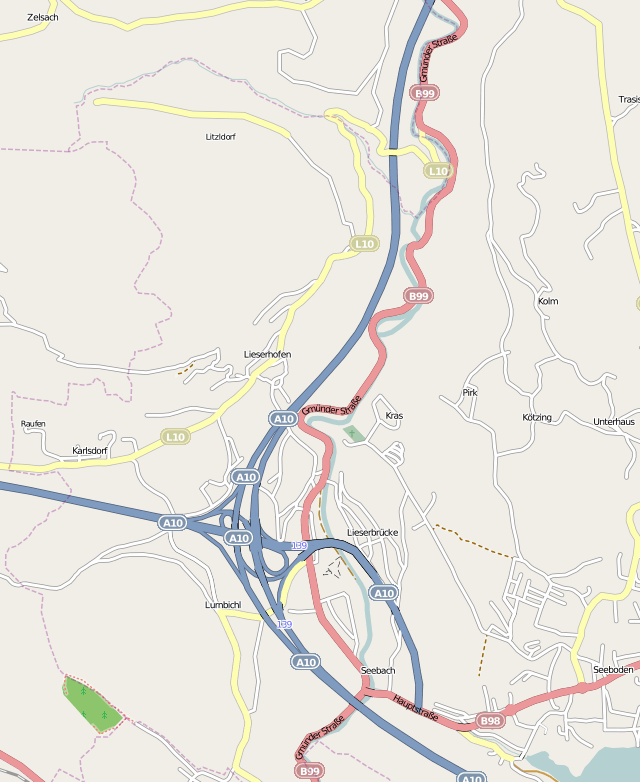
Autobahnkreuz Lieserhofen

Lieserhofen ist ein Ortsteil bzw. eine Katastralgemeinde in der Gemeinde Seeboden am Millstätter See im Bezirk Spittal an der Drau im österreichischen Bundesland Kärnten. Der Ort liegt am Fuße des Gmeinecks (Reißeckgruppe) am Eingang zum Liesertal und war bis 1973 eine eigenständige Gemeinde. Am Ortsgebiet befindet sich die Verkehrsdrehscheibe Oberkärntens, der Autobahnknoten Spittal/Millstätter See der Tauernautobahn (A 10).
Die Ortschaft Lieserhofen hat 489 Einwohner. Weitere zur Katastralgemeinde gehörende Ortschaften sind das im Tal an der Lieser liegende Lieserbrücke (767), Lurnbichl (305), Karlsdorf (154) und Litzldorf (11) (Stand 1. Jänner 2024).

## Straßen
Seit der Antike wird der Ort durch seine Lage oberhalb des Talbodens am Eingang zum Liesertal geprägt. Das Kirchdorf liegt ca. 3,5 km von  Teurnia entfernt, dem einstigen römischen Zentrum Oberkärntens an der Römerstraße Via Julia Augusta. Eine römische Nebenstraße führte via Gmünd beim Katschberg-Pass über die Alpen nach Salzburg. Spuren finden sich bis heute an der dem Verlauf weitgehend folgenden „Alten Römerstraße“ von Lieserhofen nach Trebesing. 1554 verlor Lieserhofen seine Position als Mautstelle, da König Ferdinand I eine Verlegung tiefer ins Liesertal nach Kremsbrücke hinein anordnete. Nach und nach wurde die oben am Berg liegende alte Straße durch die größere unmittelbar unten an der Lieser liegende abgelöst, aus der die heutige Katschberg-Straße (B 99) hervorging. Oben in Lieserhofen wurde es ruhiger und der Verkehr verlagerte sich zum tiefer liegenden Ortsteil Lieserbrücke bei Lieseregg. Der ab den 1960er Jahren stark steigende Auto-Tourismus von Deutschland nach Kärnten bzw. dem früheren Jugoslawien und an die Adria führte in den Sommermonaten zu einer permanenten Verkehrsüberlastung und Dauerstau. Eine Entlastung brachte erst der Bau der Tauernautobahn ab Anfang der 1970er, deren erste Planung als Teil der Reichsautobahn im Deutschen Reich von 1938 bis 1942 erfolgte. Heute dominiert das Autobahnkreuz Lieserhofen das Ortsgebiet. Die Abzweigung nach Westen führt ins obere Drautal und Mölltal, die Abzweigung nach Osten zum Millstätter See und ins Nockgebiet.

## Geschichte
Die erste schriftliche Erwähnung datiert von 1065 bis 1075 als Lisirahovun. 1197 schreibt man den „Hof an der Liser“ als de Liserhofe, 1252 Liserhouen. Das Hochstift Brixen errichtete in der Zeit nach 1076 in Lieserhofen ein Amtshaus zur leichteren Verwaltung seiner Güter, nachdem es von mehreren Adeligen, insbesondere einer edlen Frau Pezala, mehrere Huben in Lieserhofen, am Hühnersberg und Altersberg geschenkt bekommen hatte. Dieses heute noch erhaltene Amtshaus vulgo „Blochrader“ wurde am 27. Dezember 1251 als neutraler Boden für den  Frieden von Lieserhofen gewählt. Der Friedensvertrag regelte nach erbitterten Fehde die Einflussbereiche des Grafen Albert III. von Tirol und seines Schwiegersohnes Meinhard III. von Görz auf der einen Seite sowie des Salzburger Elekten Philipp von Spanheim (und dessen Vaters Herzog Bernhards von Kärnten) auf der anderen Seite, wobei die Grafen von Görz-Tirol herbe Verluste hinnehmen mussten.
Am 26. Oktober 1809 war die Gegend zwischen Fatres und Lieserhofen Schauplatz einer blutigen Schlacht im Fünften Koalitionskrieg, bei der 279 Franzosen starben. Parallel zu Andreas Hofer in Tirol organisierte in Kärnten Johann Baptist Türk den Widerstand („Kärntner Landsturm“) gegen die Franzosen. Nach ihm wurde eine 1936 erbaute Kaserne im nahen Spittal an der Drau benannt.

## Kirchen

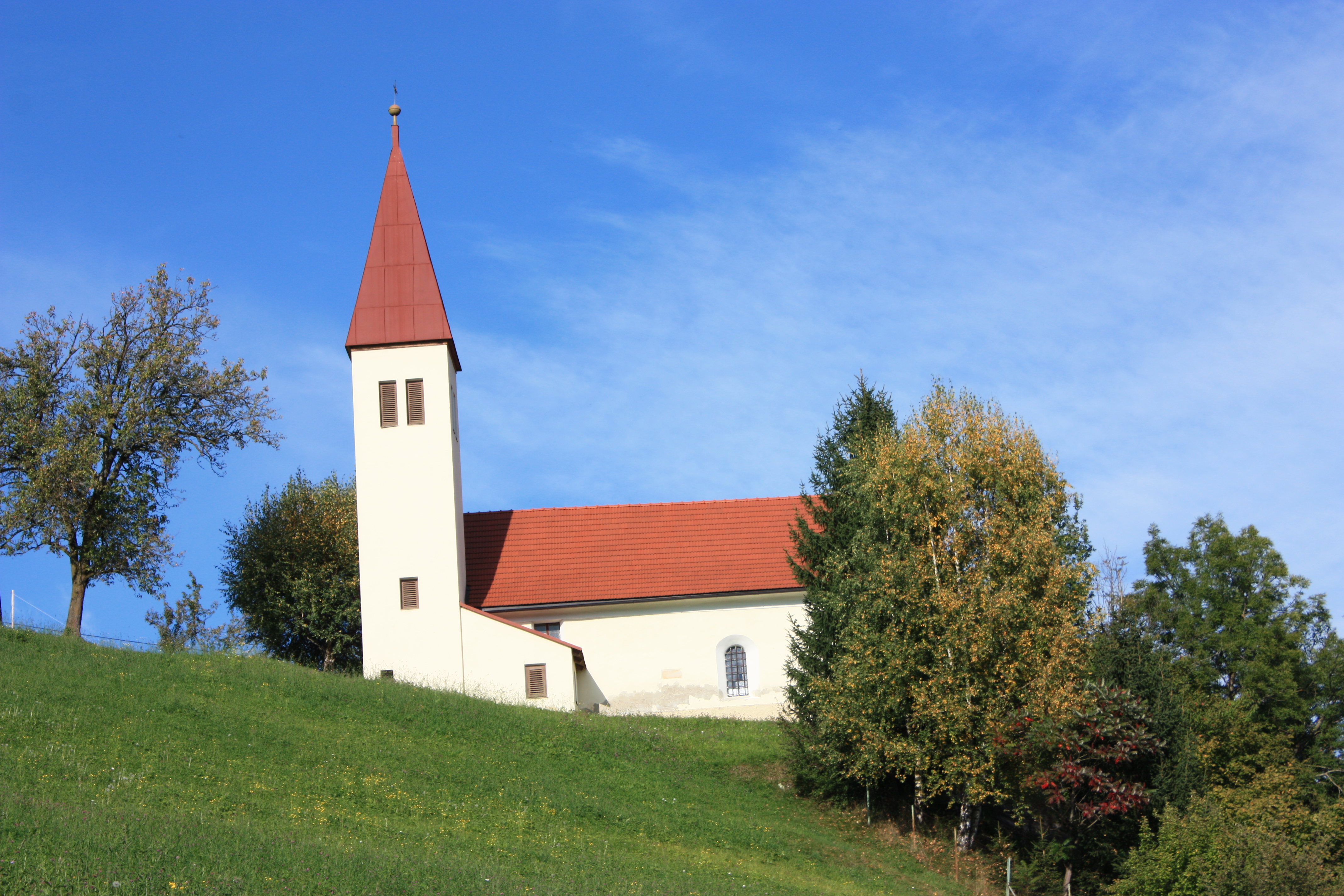
Filialkirche St. Laurenz (Lorenz) in Lieserhofen

Die weithin sichtbare, auf einer Anhöhe neben dem Ort stehende Kirche St. Laurentius aus der Mitte des 17. Jahrhunderts hat 1958 einen neuen Turm erhalten. Der Kreuzweg mit 14 Stationen wurde 1846 errichtet und ist mit Kreuzwegbildern von Hans Freudenschuss aus den 1930er Jahren versehen. Für den Hochaltar existieren fünf Altarblätter aus dem Anfang des 20. Jahrhunderts, die im Laufe des Kirchenjahres entsprechend gewechselt werden. Man geht davon aus, dass die Kirche auf eine romanische Anlage zurückgeht. Die alte Struktur ist auf einem Aquarell von 1813 gut erkennbar, wo ein für romanische Dorfkirchen typisches, kleines, hochgestelltes Fenster im Bereich der Sängerempore ersichtlich ist. Bemerkenswert sind die in dieser Zeit bestehenden zwei großen, viereckigen Maueröffnungen schräg darunter, die darauf hindeuten, dass das Kirchlein zu dieser Zeit profanisert gewesen ist, also als Stall gedient haben wird. Während diese Kirche wieder geweiht wurde, war das beim Kirchlein in St. Paul, wenig Kilometer entfernt am Hühnersberg (Hirschberg) nicht mehr der Fall. Dort wurde die Kirche bis in die 1960er Jahre als Wohngebäude benutzt und später durch ein Einfamilienhaus ersetzt. Ein Umbau von St. Laurentius in ein etwas größeres Gotteshaus ist Mitte des 19. Jahrhunderts erfolgt. Aufgrund von Knochenfunden um die Kirche scheint es wahrscheinlich, dass sie eine Eigenkirche eines Lehensträgers, wahrscheinlich vom nahen Brixener Amthof, ähnlich wie St. Magdalena ob Molzbichl, gewesen ist. Für einen Dorffriedhof war das Gelände zu abschüssig und die Kirche zu klein. An der Südmauer der Kirche ist eine Grabinschrift aus Marmor eingemauert, die folgendermaßen gelesen wird: „Für den verstorbenen L Seccio Summo und dessen Gemahlin Seccia Cupita, seine besten Eltern, ließ der Sohn Lucius Seccius Summus bei Lebzeiten (das Grabmal) machen sowohl für sich als auch seine beste Gemahlin Lunia Fusca. Dieses Grabmal folgt nicht dem Erben.“ Die Schlussformel bedeutet, dass sich der Erbe nicht in diesem Grabmal bestatten lassen darf. Die Genannten sind römische Bürger, wobei der Name Seccius auf einheimisch keltische Abstammung hindeutet.
Eine weitaus ältere Kirche, St. Michael, erstmals am 22. Juni 1352 erwähnt, existiert nicht mehr. Da sie über keinen Besitz verfügte, wurde sie stark vernachlässigt. 1807 brannte die Kirche wegen der Unvorsichtigkeit eines Pechölbrenners ab und wurde nicht wieder aufgebaut. Die Kirche ist beinahe gänzlich verschwunden und nur mehr auf einem Luftbild erkennbar. Es gibt kein Bild, aber man geht aufgrund von Überlieferungen davon aus, dass sie aus einem Langhaus mit runder Apsis und einem an der Südseite angebauten Turm oder Sakristei bestand. Auf dem Dorfplatz von Lieserhofen steht ein gemauerter Bildstock mit einem Kruzifix, das der Überlieferung nach aus der 1807 zerstörten Kirche stammen soll. Beide Kirchen waren Filialkirchen von Lieseregg.

## Reisebeschreibung von 1825
Im August 1825 kam der Wiener Alpinist und Hofkammerbeamte Josef Kyselak (1798–1831) bei seiner Österreichwanderung in Lieserbrücke vorbei. Er nahm vermutlich beim heutigen Gasthof Post an der Katschbergstraße 95 Quartier: 

„Mühsam konnte ich nun das über dem Flusse liegende einsame Wirthshaus erfragen; wenn Jedermann seiner Anstrengung gemäß auch Lohn erwarten wollte, so müßte er hier sich höchst bestraft fühlen. Allein ich war schon allzu gewohnt, auf Nebenstraßen Hungertürme von Wirthshäusern, und Strohbindel statt Federbetten anzutreffen. Wenigstens läuft man nie Gefahr, sich zu überessen, oder am weichen Nachtlager den Sonnenaufgang zu verschlafen. Dießmal hätte man immerhin den halben Tag verschlummern können, ohne sich deshalb Vorwürfe zu machen. Der lästige Regen, mir Nachts schon durch das alte Schindeldach seine entzückende Ankunft mittheilend, tummelte sich Morgens mit dem fürchterlichsten Sturmwinde; Wolken flohen in schrecklichen Gestalten wie zu einer wilden Schlacht brausend herbei, und der entfesselte Orkan lieferte den Donner des Geschützes; nur die Ueberzeugung, hier nichts zu gewinnen, trieb mich fort. Durch die Dörfchen Karlsdorf, Rauten [sic, Raufen], Feichtendorf, welche eng beisammen vom geringen Ertrage der Wiesen und Heidekornfelder leben, und nebenbei um sich besser zu befinden, die Wälder barbarisch vertilgen, gelangt man über Feicht und Lehndorf [sic] auf die Fahrstraße.“